# Анчелотти, Карло
Ка́рло Анчело́тти (итал. Carlo Ancelotti; род. 10 июня 1959[…], Реджоло, Эмилия-Романья) — итальянский футбольный тренер, ранее выступавший как футболист на позиции центрального полузащитника. Главный тренер национальной сборной Бразилии.
С 2013 по 2015 и с 2021 по 2025 годы являлся главным тренером испанского клуба «Реал Мадрид». Самый титулованный тренер в истории клуба — 15 выигранных трофеев. Единственный тренер, выигравший чемпионаты Италии, Англии, Франции, Германии и Испании, а также пять кубков Лиги чемпионов. Является одним из наиболее успешных специалистов в истории футбола и включён в рейтинги лучших футбольных тренеров по версии наиболее авторитетных футбольных изданий.
Анчелотти — единственный главный тренер, выигрывавший Лигу чемпионов УЕФА пять раз (дважды с «Миланом» и трижды с «Реалом»), и единственный тренер, руководивший командами в шести финалах (2003, 2005, 2007, 2014, 2022, 2024). Он трижды выигрывал Клубный чемпионат мира, управляя «Миланом» и «Реалом». Анчелотти также является одним из семи человек, которые выигрывали Кубок европейских чемпионов и как игроки, и как тренеры.
Как игрок, Анчелотти (по прозвищу Карлетто) играл на позиции полузащитника и начал свою карьеру в итальянском клубе «Парма», помог клубу выйти в Серию B в 1979 году.
В следующем сезоне перешёл в «Рому», с которой выиграл чемпионат Италии и четыре Кубка Италии, а также играл за «Милан» конца 1980-х годов, с которым выиграл два титула чемпиона Италии и два Кубка чемпионов, а также другие титулы.
На международном уровне играл за сборную Италии 26 раз (забив один гол) и участвовал в двух чемпионатах мира (заняв третье место в турнире 1990 года), а также в Евро-1988, где помог своей сборной дойти до полуфинала.
В качестве главного тренера работал в командах «Реджана», «Парма», «Ювентус», «Милан», «Челси», «Пари Сен-Жермен», «Реал Мадрид», «Бавария», «Наполи» и «Эвертон» и побеждал в чемпионатах Италии, Англии, Франции, Испании и Германии.
В июне 2025 года станет первым за 80 с лишним лет европейцем, который возглавит сборную Бразилии.

## Игровая карьера

### «Парма»
Анчелотти начал свою карьеру в 1974 году в команде «Парма». Его профессиональный дебют в Серии С состоялся в сезоне 1976/77 в возрасте 18 лет. Под руководством Чезаре Мальдини его часто ставили позади нападающих или в качестве второго нападающего, благодаря его голевому чутью. Анчелотти преуспел в этой роли и помог «Парме» занять второе место в группе А Серии C1 в сезоне 1978/79, что позволило команде выйти в плей-офф Серии B. В решающем матче в Виченце против «Триестины» при счёте 1:1 он забил два гола, благодаря чему «Парма» победила со счётом 3:1 и заняла место в Серии B в следующем сезоне.

### «Рома»

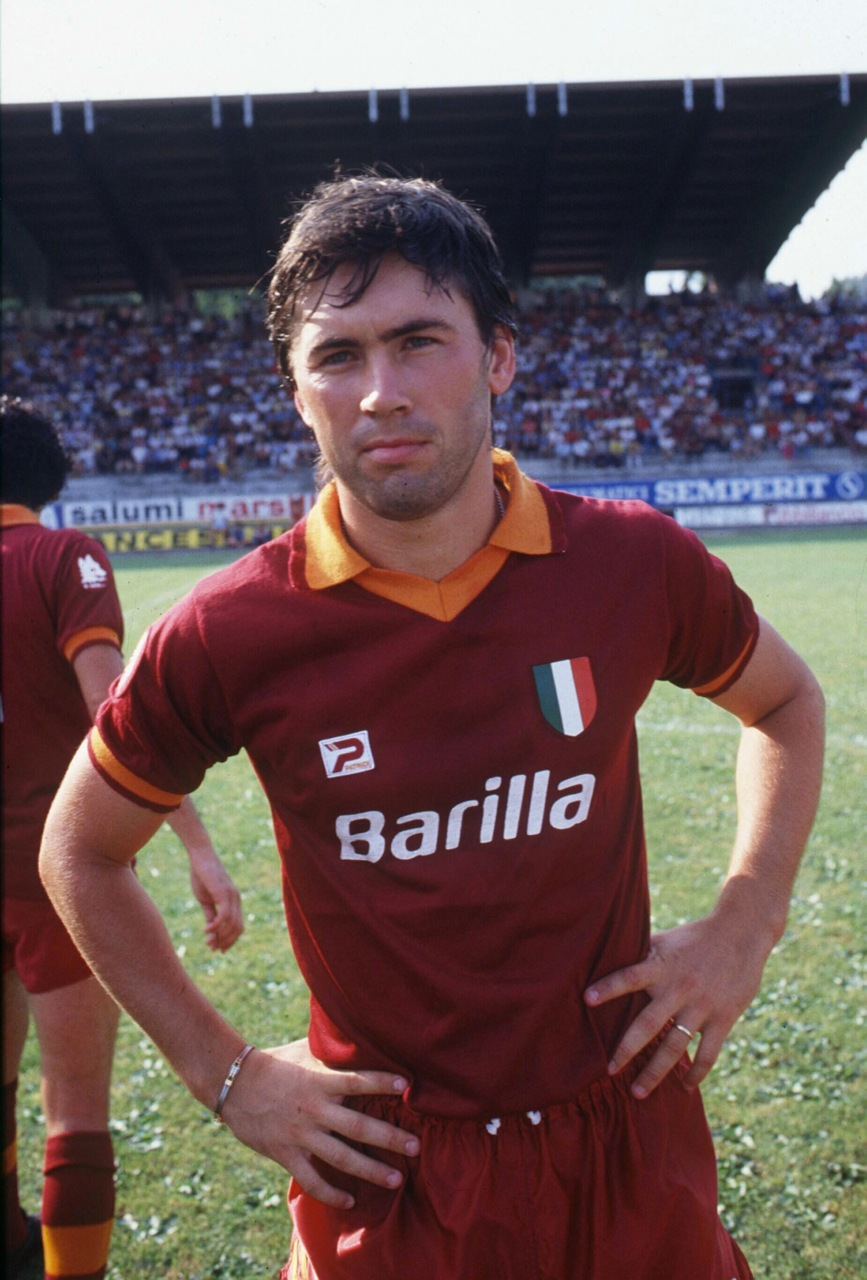
Анчелотти в «Роме» в сезоне 1983/84

В середине 1979 года Карло Анчелотти перешёл в «Рому» и дебютировал 16 сентября в Серии А в матче против «Милана» (0:0).
Под руководством тренера Нильса Лидхольма он играл на позиции крайнего полузащитника (вингера) или центрального полузащитника и стал одним из самых важных игроков клуба в команде, в которой играли такие звёздные бразильские полузащитники, как Фалькао и Тониньо Серезо, а также итальянские футболисты Роберто Пруццо, Бруно Конти, Агостино Ди Бартоломеи и Пьетро Верховод, сразу же выиграв подряд титулы Кубка Италии в свои первые два сезона в клубе.
За восемь сезонов в клубе он выиграл Кубок Италии в общей сложности четыре раза (1980, 1981, 1984 и 1986).
После борьбы с травмами колена и второго и третьего мест в лиге в 1981 и 1982 годах, Анчелотти помог команде выиграть исторический чемпионат Италии в 1983 году, второй в истории клуба титул чемпиона. В следующем сезоне он даже помог «Роме» выиграть ещё один титул Кубка Италии и выйти в финал Кубка европейских чемпионов в 1984 году, хотя пропустил финал из-за травмы, а «Рома» была побеждена «Ливерпулем» по пенальти на домашнем для клуба стадионе «Олимпико» в Риме. В 1985 году под руководством нового главного тренера клуба Свен-Ёране Эрикссоне он был назначен капитаном команды и стал наставником молодого полузащитника Джузеппе Джаннини, а «Рома» выиграла Кубок Италии, но в сезоне 1985/86 вновь упустила титул чемпиона, заняв второе место после «Ювентуса».

### «Милан»
С 1987 по 1992 год Анчелотти играл за «Милан» и был ключевой частью успешного состава, который выиграл титул чемпиона Серии А в 1988 году, два Кубка европейских чемпионов в 1989 и 1990 годах, два Суперкубка Европы, два Межконтинентальных кубка и Суперкубок Италии под руководством Арриго Сакки. В течение этого времени «Милан» играл с одной из лучших команд, собранных в то десятилетие при финансовой поддержке президента клуба Сильвио Берлускони, с Паоло Мальдини, Франко Барези, Мауро Тассотти и Алессандро Костакуртой в качестве защитников; Франком Райкардом, Руудом Гуллитом и Роберто Донадони в качестве полузащитников; и Марко ван Бастеном в качестве нападающего. Одним из самых запоминающихся моментов Анчелотти в составе «Милана» был момент, когда он получил пас от Рууда Гуллита, обошёл двух игроков «Реала» и нанёс мощный дальний удар во время полуфинала Кубка европейских чемпионов 1989 года, когда «россонери» разгромили «Реал Мадрид» со счётом 5:0. Он отыграл все 90 минут в финале, когда «Милан» разгромил бухарестский «Стяуа» со счётом 4:0.

Карло Анчелотти в качестве тренера «Пармы» в сезоне 1996/97

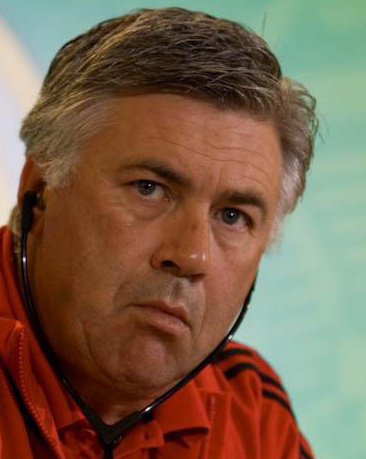
Анчелотти в качестве главного тренера «Милана», август 2007 года

В следующем сезоне Анчелотти получил травму левого колена в четвертьфинале Кубка Европы против команды «Мехелен», из-за чего пропустил полуфинал, но смог вернуться вовремя, чтобы помочь «Милану» защитить свой титул против «Бенфики» в финале, который проходил в Вене. После ухода Сакки он выиграл второй титул чемпиона Серии А под руководством сменившего его тренера Фабио Капелло в сезоне 1991/92, когда «Милан» выиграл титул без поражений, но постоянные травмы колена и конкуренция со стороны молодого Деметрио Альбертини ограничили его игровое время и в конечном итоге вынудили его преждевременно завершить карьеру в конце сезона в возрасте 33 лет. 17 мая 1992 года он сыграл последний матч в своей карьере за клуб в домашней победе над «Эллас Верона» (4:0), в котором он вышел со скамейки запасных в последние 20 минут игры и забил два гола, а болельщики устроили ему овацию.

### Сборная Италии
6 января 1981 года под руководством главного тренера Энцо Беарзота Анчелотти дебютировал в сборной Италии и забил свой первый и единственный гол в матче против сборной Нидерландов, который закончился вничью 1:1. Он с большой долей вероятности был заявлен на чемпионат мира 1982 года, но травма колена заставила его выбыть на несколько месяцев, и Италия выиграла турнир без него.
Он был включён в состав сборной Италии на чемпионат мира 1986 года, где, однако, не появился ни разу, поскольку и он, и Паоло Росси испытывали трудности во время фитнес-тестов команды из-за высоты региона, и были заменены в стартовом составе Фернандо Де Наполи и Джузеппе Гальдеризи соответственно.
При новом главном тренере Италии Адзельо Вичини стал ключевым членом сборной Италии, которая вышла в полуфинал Евро-1988, а также собиралась представлять свою страну на летних Олимпийских играх в Сеуле тем же летом. Однако травма мениска правого колена не позволила ему принять участие в турнире, где Италия в итоге заняла четвёртое место.
Позднее, в возрасте 31 года, Анчелотти принял участие в Чемпионате мира 1990 года на родине, под руководством Вичини, хотя травма, полученная во втором групповом матче против сборной Австрии, вновь ограничила его участие в турнире всего тремя выходами, и он оставался в стороне до матча за 3-е место против сборной Англии, в котором он вернулся и помог Италии победить со счётом 2:1.
Анчелотти провёл в общей сложности 26 матчей за сборную Италии и объявил о своём уходе из международного футбола в 1991 году.

## Стиль игры
Игрок мирового класса, Анчелотти был креативным, осторожным и эффективным полузащитником, известным своим лидерством, мастерством, хладнокровием на поле и организаторскими способностями; он считается одним из лучших итальянских полузащитников своего поколения. Хотя ему не хватало скорости, а также заметных физических и атлетических данных, он был очень талантливым, но трудолюбивым, боевым и упорным командным игроком, который был компетентен в обороне, но прежде всего обладал отличными техническими способностями, тактическим умом, видением и дальностью паса, а также мощным и точным ударом из-за пределов штрафной площади; его широкий спектр навыков позволял ему вносить вклад в атакующую игру своей команды, забивая голы и отдавая передачи. Универсальный полузащитник, он мог играть на нескольких позициях: если во время работы в «Милане» под руководством Арриго Сакки он обычно играл плеймейкера в центре поля, то во время работы в «Роме» он часто играл на флангах, а также был способен играть в роли атакующего полузащитника или даже в роли бокс-ту-бокс; в молодости он часто играл на более продвинутой позиции нападающего, обычно в роли второго нападающего. В «Милане» его часто ставили перед задней линией, в качестве центрального или оборонительного полузащитника, что позволяло ему задавать темп игры своей команды после возвращения владения мячом; считается, что он был наставником и предшественником Деметрио Альбертини и Андреа Пирло в роли глубинного плеймейкера в клубе. Несмотря на его способности, на его карьеру повлияли несколько травм, которые ограничили его игровое время и вынудили его завершить карьеру в 1992 году в возрасте 33 лет.

## Тренерская карьера

### «Реджана»
Карло Анчелотти получил тренерское образование в Коверчано, где он написал научную статью под названием «Будущее футбола: больше динамизма» (итал. Il Futuro del Calcio: Più Dinamicità). После работы в качестве помощника главного тренера в сборной Италии под руководством своего бывшего тренера Арриго Сакки в период с 1992 по 1995 год и выхода в финал чемпионата мира 1994 года, Анчелотти начал свою карьеру тренера в команде Серии Б «Реджана» в 1995 году, где он сразу же помог команде добиться повышения в Серию А; он ушёл после сезона Серии В 1995/96, закончив свой единственный сезон в клубе с рекордом 17 побед, 14 ничьих и 10 поражений.

### «Парма»
В следующем сезоне Анчелотти перешёл в «Парму», команду, которая при предыдущем тренере Невио Скала несколько лет добивалась успеха на внутреннем и европейском аренах, и в которой было несколько перспективных молодых игроков, включая будущих звёзд сборной Италии Джанлуиджи Буффона и Фабио Каннаваро. Анчелотти дебютировал в Кубке Италии, проиграв «Пескаре» со счётом 1:3. Анчелотти произвёл ряд изменений в клубе, внедрив строгую расстановку 4-4-2, вдохновлённую Сакки, и первоначально выставив креативного нападающего Джанфранко Дзолу на левый фланг, чтобы разместить Христо Стоичкова впереди, хотя оба игрока были позже проданы клубом из-за недостатка игрового времени в связи с тем, что они не справлялись с этой системой. С новым атакующим партнёрством Энрико Кьезы и Эрнана Креспо «Парма» заняла второе место в Серии А в сезоне 1996/97 под руководством Анчелотти, что гарантировало ей место в следующем розыгрыше Лиги чемпионов. В следующем сезоне клуб согласился подписать ещё одного итальянского креативного форварда Роберто Баджо, но Анчелотти воспрепятствовал этому трансферу, так как снова посчитал, что такой игрок, как Баджо, не вписывается в его тактические планы. Позже тренер заявил, что сожалеет об этом решении, заявив, что в то время он считал, что 4-4-2 — идеальная формация для достижения успеха, и что атакующие плеймейкеры не совместимы с этой системой. После поражения в первом раунде Лиги чемпионов 1997/98 и выхода в полуфинал Кубка Италии, Анчелотти смог привести «Парму» только к шестому месту в Серии А в сезоне 1997/98 и был уволен в конце сезона, несмотря на квалификацию команды для участия в Кубке УЕФА следующего сезона.

### «Ювентус»
В феврале 1999 года Карло Анчелотти был назначен главным тренером «Ювентуса», где он сменил Марчелло Липпи, который после ухода Анчелотти вернулся в клуб. В «Ювентусе» Анчелотти стал менее строг с расстановкой команды, отказавшись от своей излюбленной схемы 4-4-2, чтобы разместить звёздного французского плеймейкера Зинедина Зидана на его предпочтительной свободной роли позади нападающих в стартовом составе команды. Его первый полный сезон в «Ювентусе» начался многообещающе, поскольку он сразу же выиграл с клубом Кубок Интертото, победив «Ренн» со счётом 4:2 по сумме двух матчей, хотя «Ювентус» выбыл из Кубка УЕФА в 1/8 финала и уступил титул чемпиона «Лацио» с разницей в одно очко в последний игровой день сезона; это произошло после того, как он уступил пятиочковое преимущество за три оставшихся матча, что вызвало резкую критику со стороны болельщиков и совета директоров. В следующем сезоне Анчелотти остался без трофеев, снова заняв второе место в Серии А, уступив «Роме», и был уволен из «Ювентуса». Об увольнении итальянца было объявлено «Ювентусом» в перерыве заключительного матча сезона против «Аталанты» 17 июня 2001 года, хотя туринский клуб все ещё сохранял шансы на чемпионский титул; «Ювентус» выиграл матч со счётом 2:1, хотя этого результата было недостаточно, чтобы не допустить отставания от «Ромы» в чемпионате. Анчелотти закончил свою карьеру в «Ювентусе» с показателем из 63 побед, 33 ничьих и 18 поражений.

### «Милан»
5 ноября 2001 года Карло Анчелотти был назначен главным тренером «Милана», после того как Фатих Терим был уволен из-за неудовлетворительных результатов. Он унаследовал ещё одну команду, недавно лишённую трофеев, так как «россонери» барахтались как на внутренней арене, так и в Европе с момента их последней победы в скудетто в 1999 году. В сезоне 2001/02 Анчелотти снова привёл «Милан» к участию в Лиге чемпионов, команда заняла четвёртое место в Серии А, а также вышла в полуфинал Кубка УЕФА, что стало её лучшим результатом в истории, уступив дортмундской «Боруссии», а также проиграв в полуфинале Кубка Италии «Ювентусу».
В следующем сезоне Анчелотти, которого владелец клуба Сильвио Берлускони сильно критиковал за его якобы оборонительную тактику, смог применить в «Милане» креативную игру, сделав при этом несколько изменений в составе команды. Он назначил Диду, которого до сих пор осуждают за его неудачную игру в Лиге чемпионов 2000/01 против «Лидс Юнайтед», новым стартовым вратарём всего через месяц после начала сезона, а начинающего атакующего полузащитника Андреа Пирло перепрофилировал в оборонительного полузащитника, играя его за номером 10 (Руй Кошта или Ривалдо) перед задней линией команды в качестве глубинного плеймейкера в формации 4-3-1-2 или 4-1-2-1-2. В то же время Филиппо Индзаги и Андрей Шевченко проявили себя как доминирующие и динамичные нападающие, которые были сильны в атаке.
«Милан» выиграл финал Лиги чемпионов 2003 года, победив «Ювентус» (3:2) по пенальти на «Олд Траффорд», а также выиграл финал Кубка Италии 2003 года у «Ромы». Это была сладкая месть для него, так как «Ювентус» жестоко уволил его, и, чтобы добавить оскорблений, Марчелло Липпи был вновь нанят на второй срок и выиграл два раза подряд титул чемпиона Серии А. В следующем сезоне, с добавлением бразильского атакующего полузащитника Кака и грозной задней линии Анчелотти из четырёх человек — Кафу, Костакурты, Алессандро Несты и Мальдини, «Милан» выиграл Суперкубок УЕФА в 2003 году у «Порту», а в 2004 году завоевал скудетто, набрав 82 очка в 34 матчах, а Шевченко закончил сезон лучшим бомбардиром чемпионата. Однако «россонери» потерпели поражения от «Ювентуса» по пенальти в Суперкубке Италии 2003 года и от «Бока Хуниорс» в Межконтинентальном кубке 2003 года. Они также были выбиты «Депортиво Ла-Корунья» в Лиге чемпионов УЕФА 2003/04.
При Анчелотти «Милан» выиграл Суперкубок Италии 2004 года, а также дважды подряд становился победителем Серии А, уступив «Ювентусу» в 2004/05 и 2005/06 (оба скудетти были позже вычеркнуты из книги рекордов «Ювентуса» из-за участия клуба в скандале с Кальчополи). В сезоне 2004/05 Анчелотти также вывел «Милан» в финал Лиги чемпионов 2005 года, где команда уступила «Ливерпулю» со счётом 2:3 по пенальти после ничьей 3:3 в основное время. В Кубке Италии команда не смогла пройти дальше четвертьфинала. В следующем сезоне «Милан» снова постигло разочарование: в полуфинале Лиги чемпионов он уступил «Барселоне», а в Кубке Италии дошёл только до четвертьфинала.

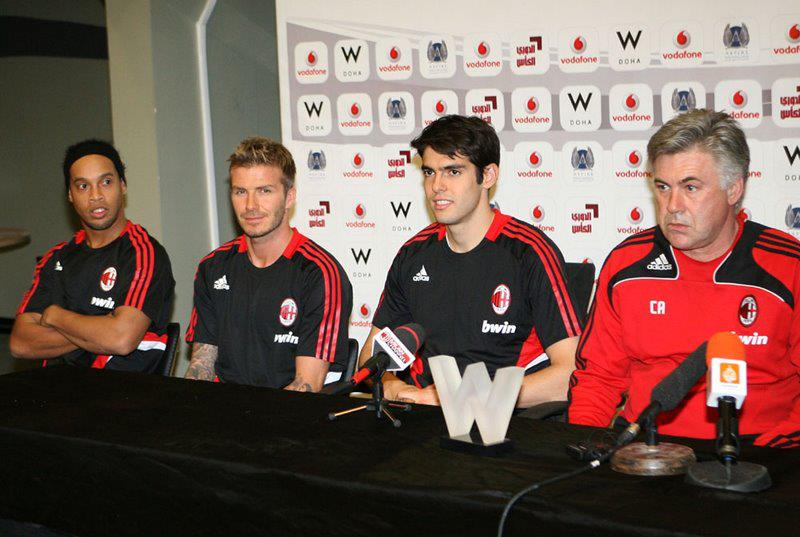
Справа налево: Анчелотти на пресс-конференции «Милана» в 2008 году, вместе с Кака, Дэвидом Бекхэмом и Роналдиньо

После ухода нападающего Андрея Шевченко в начале сезона 2006/07 Карло Анчелотти был вынужден снова пересмотреть состав «Милана», разработав систему 4-3-2-1, которая впоследствии стала известна как «рождественская ёлка». В составе «Милана» Индзаги использовался в качестве одинокого нападающего, которого поддерживали атакующие полузащитники Кларенс Зеедорф и Кака, перед полузащитой из трёх человек, в которой Андреа Пирло был креативным плеймейкером, поддерживаемым трудолюбивыми защитными полузащитниками Дженнаро Гаттузо и Массимо Амброзини. В сезоне 2006/07 «Милан» получил вычет восемь очков за участие в скандале с Кальчополи, что практически выбило команду из гонки за титул, и вместо этого Анчелотти сосредоточился на победе в Лиге чемпионов. 23 мая 2007 года «Милан» отомстил за поражение от «Ливерпуля» двумя годами ранее, победив со счётом 2:1 на «Олимпийском стадионе» в Афинах в финале Лиги чемпионов 2007 года, что стало для Анчелотти вторым трофеем Лиги чемпионов в качестве тренера «Милана» и четвёртым титулом в целом, поскольку он также дважды выигрывал его в качестве игрока «Милана» в 1989 и 1990 годах. В сезоне 2006/07 «Милан» также занял четвёртое место в Серии А, уступив в полуфинале Кубка Италии «Роме». В следующем сезоне Анчелотти также выиграл Суперкубок УЕФА 2007 года, а также первый в истории клуба Клубный чемпионат мира 2007 года, став первым тренером, которому это удалось сделать с европейской командой. Закончив чемпионат на пятом месте, «Милан» пропустил квалификацию Лиги чемпионов, а также потерпел поражения в 1/8 финала в Лиге чемпионов и Кубке Италии (от «Арсенала» и «Катании» соответственно).
В последнем сезоне Анчелотти в клубе «Милан» занял третье место в Серии А после «Ювентуса» и «Интера», обеспечив себе место в Лиге чемпионов на следующий сезон, но при этом они выбыли в 1/8 финала Кубка УЕФА, и в 1/8 финала Кубка Италии. Ранее опровергая слухи о своём уходе из клуба, 31 мая 2009 года тренер объявил о своей отставке — менее чем через час после победы над «Фиорентиной» (2:0) в заключительном матче сезона. В общей сложности Анчелотти возглавлял «Милан» в течение 423 матчей; больше матчей провёл только Нерео Рокко.

### «Челси»
1 июня 2009 года Карло Анчелотти сменил временного тренера Гуса Хиддинка, когда он был утверждён в качестве нового главного тренера «Челси» после согласования трёхлетнего контракта, и официально приступил к своим обязанностям 1 июля. Первоначально сообщалось, что его зарплата в «Челси» составит более 5 миллионов фунтов стерлингов в год. Анчелотти стал четвёртым постоянным тренером клуба за 21 месяц, после Жозе Моуринью, Аврама Гранта и Луиса Фелипе Сколари. Он также стал третьим итальянцем, возглавившим «синих», после Джанлуки Виалли и Клаудио Раньери.

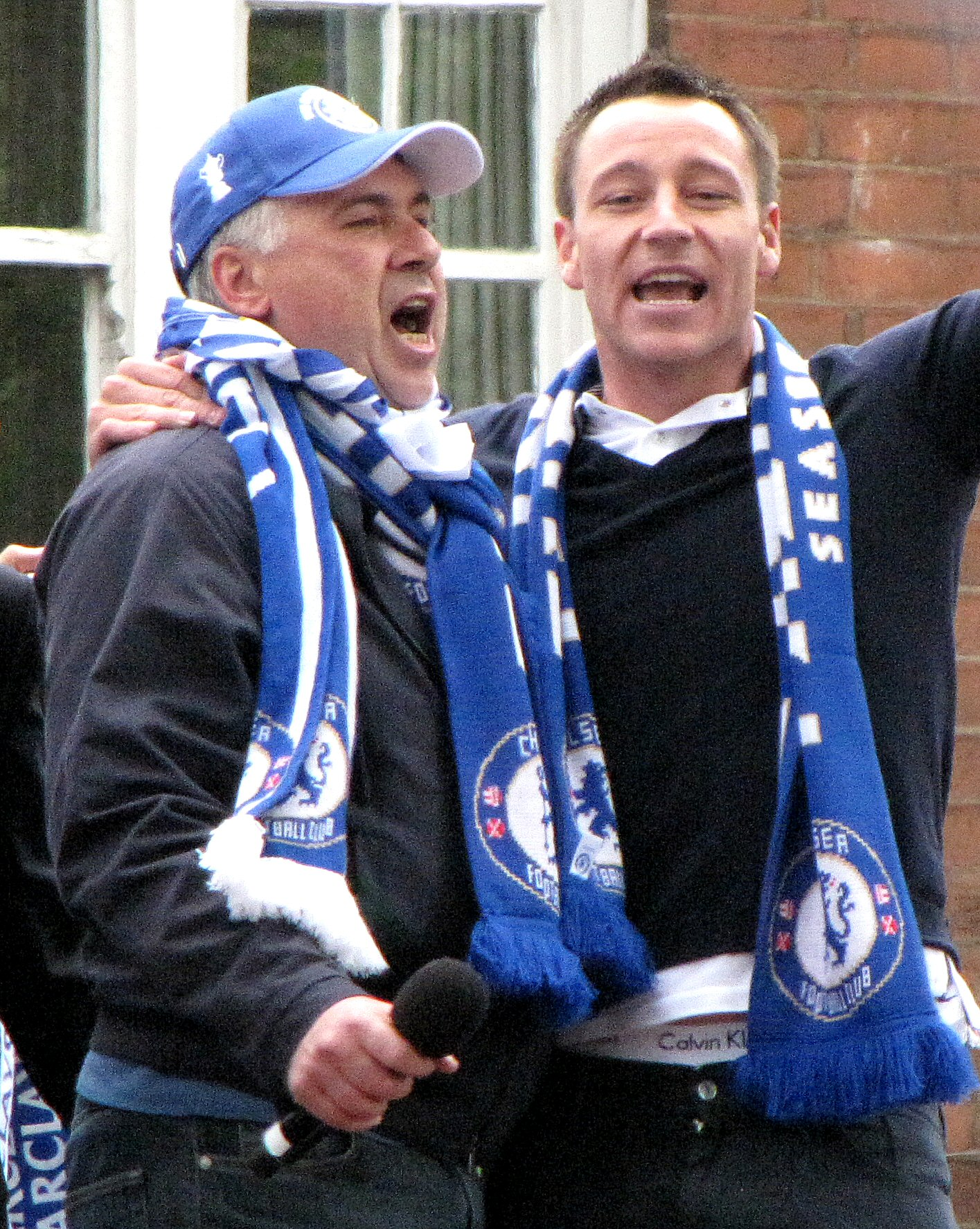
Карло Анчелотти празднует первый дубль «Челси» в Лиге и Кубке вместе с капитаном команды Джоном Терри

9 августа 2009 года Анчелотти выиграл свой первый трофей в качестве тренера «Челси» — Суперкубок Англии 2009 года, победив «Манчестер Юнайтед» по пенальти после ничьей 2:2. 15 августа 2009 года его первая игра в Премьер-лиге под руководством «синих» закончилась домашней победой над «Халл Сити» (2:1). 26 сентября «Челси» проиграл свой первый матч под руководством итальянца на стадионе «Ди-дабл-ю» в гостях «Уиган Атлетик» со счётом 1:3. 2 декабря они выбыли из Кубка лиги, дойдя до стадии четвертьфинала, после поражения в серии пенальти от «Блэкберн Роверс» после ничьей 3:3 на «Ивуд Парк».
В Лиге чемпионов Карло Анчелотти вернулся на «Сан-Сиро» впервые после своего ухода из «Милана», когда его команда встретилась с миланским «Интером», который в то время тренировал бывший тренер «Челси» Жозе Моуринью, на стадии 1/8 финала. У Анчелотти и Моуринью были напряжённые отношения с предыдущего сезона, когда они были тренерами «Милана» и «Интера» соответственно. 16 марта 2010 года «Челси» выбыл из Лиги чемпионов после суммарного поражения от «Интера» со счётом 1:3, проиграв на выезде 1:2 и на «Стэмфорд Бридж» 0:1.
9 мая 2010 года Анчелотти привёл «Челси» к титулу чемпиона Премьер-лиги, опередив «Манчестер Юнайтед» на одно очко и установив рекорд по количеству забитых мячей. Команда завершила кампанию со 103 голами, став первой командой Премьер-лиги, забившей более 100 голов за сезон, и первой командой в высшей лиге Англии со времён «Тоттенхэм Хотспур» в сезоне 1962/63. «Челси» обеспечил себе титул, победив «Уиган» на «Стэмфорд Бридж» со счётом 8:0. Анчелотти также стал первым итальянским тренером, выигравшим Премьер-лигу, и лишь пятым специалистом за 18 сезонов существования лиги. 15 мая 2010 года после победы в Кубке Англии (над «Портсмутом» со счётом 1:0 в финале Кубка Англии на стадионе «Уэмбли») Анчелотти привёл «Челси» к первому в истории клуба «домашнему дублю» (победа в чемпионате и Кубке страны); это был третий Кубок Англии для «пенсионеров» за четыре года, что равняется рекорду, установленному «Арсеналом» в период с 2002 по 2005 год.
В следующем сезоне, проиграв в августе 2010 года «Манчестер Юнайтед» в турнире Суперкубка Англии 2010 года, Анчелотти вывел «Челси» на первое место в таблице в первые выходные сезона благодаря разгрому со счётом 6:0 только что получившего повышение «Вест Бромвич Альбион». После этого «Челси» одержал ещё одну победу со счётом 6:0, на этот раз над «Уиганом», а в следующем матче обыграл «Сток Сити» (2:0). «Челси» хорошо начал сезон, выиграв первые пять матчей. Затем 23 сентября 2010 года «Челси» проиграл со счётом 3:4 «Ньюкасл Юнайтед» в Кубке лиги. Затем они проиграли «Манчестер Сити» в Премьер-лиге со счётом 0:1 после ловкого удара капитана «Сити» Карлоса Тевеса. «Челси» удачно стартовал в Европе, победив «Жилину» и «Марсель» со счётом 4:1 и 2:0, соответственно, в Лиге чемпионов 2010/11. Затем 3 октября 2010 года «Челси» обыграл «Арсенал», занимающий четвёртое место, со счётом 2:0, благодаря голу Дидье Дрогба и штрафному удару защитника Алекса.
Следующее поражение в сезоне «Челси» потерпел от «Ливерпуля» на «Энфилде» 7 ноября 2010 года, где они проиграли со счётом 0:2, причём оба гола забил Фернандо Торрес. Неделю спустя «синие» потерпели второе поражение в Премьер-лиге за три матча, проиграв дома «Сандерленду» со счётом 0:3. В следующих пяти матчах лиги они проиграли два и три раза сыграли вничью, а кульминацией стало поражение от «Арсенала» на стадионе «Эмирейтс» со счётом 1:3. 5 января 2011 года «Челси» потерпел шокирующее поражение от «Вулверхэмптон Уондерерс» (0:1), заняв пятое место в лиге и подвергшись реальной опасности упустить место в Лиге чемпионов впервые с 2002 года. Этот результат заставил Карло Анчелотти исключить шансы «Челси» на сохранение титула, настаивая на том, что он не боится, что его уволят. Однако после этого матча форма «синих» начала улучшаться. Сначала на «Стэмфорд Бридж» был разгромлен «Ипсвич Таун» со счётом 7:0 в Кубке Англии, затем была одержана победа над «Блэкберном» со счётом 2:0, после чего последовали яркие выездные победы над «Болтон Уондерерс» и «Сандерлендом», что позволило им занять четвёртое место в чемпионате, хотя они всё ещё отставали от лидера «Манчестер Юнайтед» на десять очков.
31 января 2011 года «Челси» подписал нападающего «Ливерпуля» Фернандо Торреса за рекордные для Великобритании 50 миллионов фунтов стерлингов и защитника «Бенфики» Давида Луиса за 22 миллиона фунтов стерлингов. «Челси» проиграл «Ливерпулю» (0:1) на «Стэмфорд Бридж», но 1 марта обыграл лидеров лиги «Манчестер Юнайтед» со счётом 2:1 в ответном матче, в котором Давид Луис забил свой первый гол за «Челси», а затем выиграл 3:1 у «Блэкпула». Позднее «Челси» потерпел поражение от «Манчестер Юнайтед» в четвертьфинале Лиги чемпионов дома и на выезде (суммарное поражение 1:3). После поражения в Лиге чемпионов «Челси» совершил замечательное возвращение в чемпионате, обыграв дома «Уиган» (1:0), на выезде «Вест Бром» (3:1), «Бирмингем Сити» (3:1), «Вест Хэм Юнайтед» (3:0) и дома «Тоттенхэм» (2:1). «Челси», который в какой-то момент был пятым и отставал от лидеров «Манчестер Юнайтед» на 15 очков, поднялся на вторую позицию в лиге, отставая от них всего на три очка за три матча до конца сезона. Однако 8 мая «Челси» проиграл «Манчестер Юнайтед» (1:2) на «Олд Траффорд» и остался на втором месте в чемпионате, отставая от лидеров на шесть очков, а до конца сезона оставалось ещё две игры. 22 мая 2011 года Карло Анчелотти был уволен менее чем через два часа после выездного поражения от «Эвертона» (0:1), последнего матча «Челси» в Премьер-лиге в этом сезоне. Премьер-лигу сезона 2010/11 они закончили на втором месте. По сообщениям, он получил от «Челси» неустойку в размере 6 миллионов фунтов стерлингов. Итальянец закончил с показателем: 67 побед, 20 ничьих и 22 поражения в 109 матчах. Процент побед Анчелотти в «Челси» был (по состоянию на май 2016 года) третьим по величине в истории Премьер-лиги, уступая только Жозе Моуринью и Алексу Фергюсону.

### «Пари Сен-Жермен»

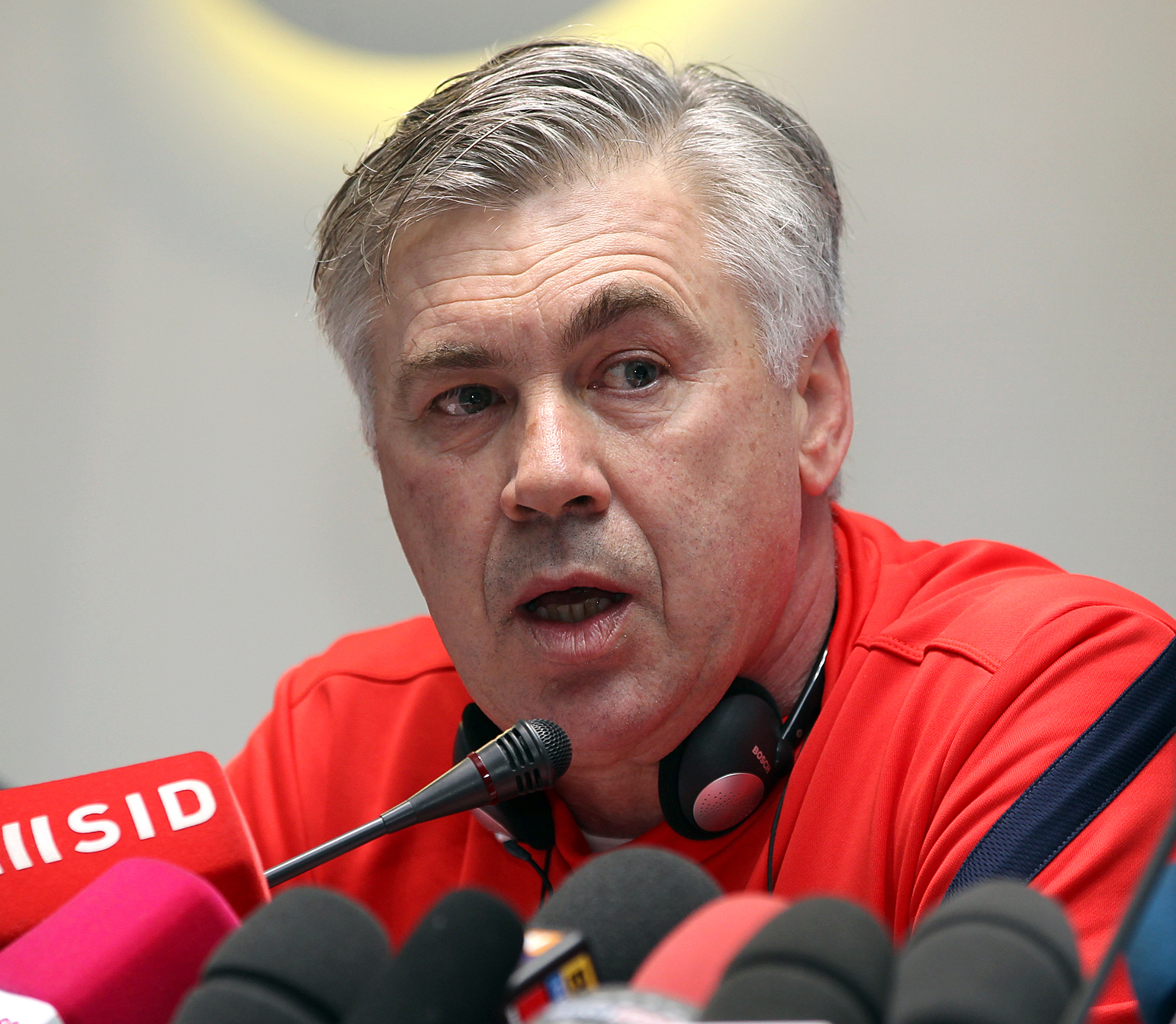
Анчелотти во время пресс-конференции с «Пари Сен-Жермен» в 2012 году

30 декабря 2011 года, когда «Пари Сен-Жермен» лидировал в Лиге 1, опережая на три очка «Монпелье», Карло Анчелотти был назначен новым главный тренером клуба в тот же день, когда предыдущий тренер, Антуан Комбуаре, был отправлен в отставку. Его зарплата в «ПСЖ» составляла 6 миллионов евро в год. 21 марта 2012 года итальянец потерпел своё первое поражение в руководстве «парижан», когда клуб потерпел поражение от «Лиона» со счётом 1:3 в четвертьфинальном матче Кубка Франции. Десять дней спустя «ПСЖ» потерпел первое поражение в Лиге 1 при Анчелотти, проиграв в гостях «Нанси» со счётом 1:2. В первом сезоне итальянца «ПСЖ» занял второе место в Лиге 1, отстав на три очка от победителей — «Монпелье». Он также вывел «красно-синих» в четвертьфинал Кубка Франции. До назначения Анчелотти клуб выбыл из розыгрыша Кубка лиги и Лиги Европы.
Во время первого полноценного сезона Анчелотти в клубе «ПСЖ» ушёл на зимний перерыв на первом месте в турнирной таблице Лиги 1, опережая «Лион» и «Марсель» по разнице мячей. 12 мая 2013 года они завоевали титул чемпиона Лиги 1, имея два матча в запасе. Клуб дошёл до четвертьфинала Лиги чемпионов, где уступил «Барселоне» по правилу выездных голов (3:3 по сумме), четвертьфинала Кубка Франции и четвертьфинала Кубка лиги . 19 мая 2013 года Карло Анчелотти попросил об уходе из клуба, а затем присоединился к мадридскому «Реалу».

### «Реал Мадрид»
25 июня 2013 года Карло Анчелотти стал главным тренером мадридского «Реала» вместо ушедшего Жозе Моуринью, подписав трёхлетний контракт. Он был представлен на пресс-конференции на стадионе «Сантьяго Бернабеу», где также было объявлено, что Зинедин Зидан и Пол Клемент станут его ассистентами. Вскоре после его прихода «Реал Мадрид» подтвердил подписание Иско за 24 миллиона евро, а затем подписал Асьера Ильярраменди за 32 миллиона евро. Аргентинский нападающий Гонсало Игуаин покинул клуб за 40 миллионов евро и перешёл в «Наполи». Это, наряду с продажей Месута Озиля в «Арсенал», открыло дорогу новому мировому рекорду — подписанию Гарета Бэйла за 86 миллионов фунтов стерлингов (105 миллионов евро) из «Тоттенхэм Хотспур». 18 августа 2013 года в первой игре Анчелотти на посту главного тренера в чемпионате, «Реал Мадрид» выиграл дома у «Реал Бетис» со счётом 2:1. В «Реал Мадриде» итальянец в конечном итоге отказался от расстановки 4-2-3-1, которую использовал его предшественник, перейдя вместо этого на расстановку 4-3-3, что дало большой эффект, в которой аргентинский вингер Анхель Ди Мария особенно преуспел в качестве левого центрального полузащитника и сыграл ключевую роль в успехах клуба. 16 апреля 2014 года Анчелотти выиграл свой первый крупный трофей в качестве главного тренера «Реал Мадрида», победив «Барселону» со счётом 2:1 в финале Кубка Испании на стадионе «Месталья». 29 апреля «Реал Мадрид» победил «Баварию» в полуфинале Лиги чемпионов с общим счётом 5:0 (1:0 в Мадриде и 4:0 в Мюнхене), и «белые» вышли в свой первый финал с момента последней победы в этом турнире в 2002 году. Заняв третье место в Ла Лиге сезона 2013/14 (с 87 очками сравнявшись с «Барселоной» и на три очка отстав от чемпиона «Атлетико Мадрид»), он стал первым тренером «Реала», который финишировал за пределами двух лучших команд Ла Лиги с сезона 2003/04, а также первым тренером «Реала», который финишировал позади городских соперников «Атлетико» с сезона 1995/96. 24 мая «Реал Мадрид» выиграл свой десятый трофей Лиги чемпионов, победив в финале соперников «Атлетико Мадрид» со счётом 4:1 после дополнительного времени. Он стал лишь вторым тренером после Боба Пейсли из «Ливерпуля», который выигрывал это турнир три раза, и первым человеком, который выиграл Лигу чемпионов/Европейский кубок дважды как игрок и трижды как тренер до сегодняшнего дня. Помимо победы в Лиге чемпионов, команда заняла третье место в Ла Лиге, проиграв в тай-брейке за второе место «Барселоне», и выиграла Кубок Испании.
12 августа Анчелотти выиграл ещё один европейский трофей, приведя «Реал Мадрид» к победе над «Севильей» со счётом 2:0 в Суперкубке УЕФА 2014 года. В последние четыре месяца 2014 года его команда установила испанский рекорд — 22 победы подряд во всех турнирах, который начался 16 сентября и завершился первым для «Реала» титулом чемпиона мира среди клубов в декабре 2014 года, завершив 2014 год с четырьмя трофеями. 1 декабря 2014 года итальянец был номинирован в качестве одного из трёх финалистов на премию «Тренер года» 2014 года. 19 января 2015 года Анчелотти был введён в Зал славы итальянского футбола, а 20 января 2015 года он получил премию IFFHS 2014 как лучший клубный тренер мира. «Реал Мадрид» закончил сезон 2014/15 на втором месте с 92 очками, позади «Барселоны», ставшей трёхкратным чемпионом, и забив рекордные 118 голов. Они вылетели в 1/8 финала Кубка Испании, а в полуфинале Лиги чемпионов проиграли «Ювентусу» со счётом 2:3. 25 мая 2015 года президент «Реала» Флорентино Перес объявил, что совет директоров клуба принял «очень трудное решение» о немедленном освобождении Анчелотти от его обязанностей. Перес заявил, что итальянец завоевал сердца совета директоров и болельщиков и навсегда останется в истории клуба, поскольку именно он был тренером, который привёл его к победе в Лиге чемпионов. «Однако в этом клубе требования огромны, и нам нужен новый импульс, чтобы выигрывать трофеи и быть на высоте», — добавил он.
После ухода из «Мадрида» Анчелотти вёл переговоры о возвращении в «Милан», которые он отклонил, сказав: «Мне было трудно сказать „нет“ такому любимому мной клубу, но мне нужно немного отдохнуть. Я желаю им всего наилучшего». Он заявил, что хочет взять год отпуска и сделать операцию по поводу спинального стеноза. Позже он переехал в Ванкувер.

### «Бавария»

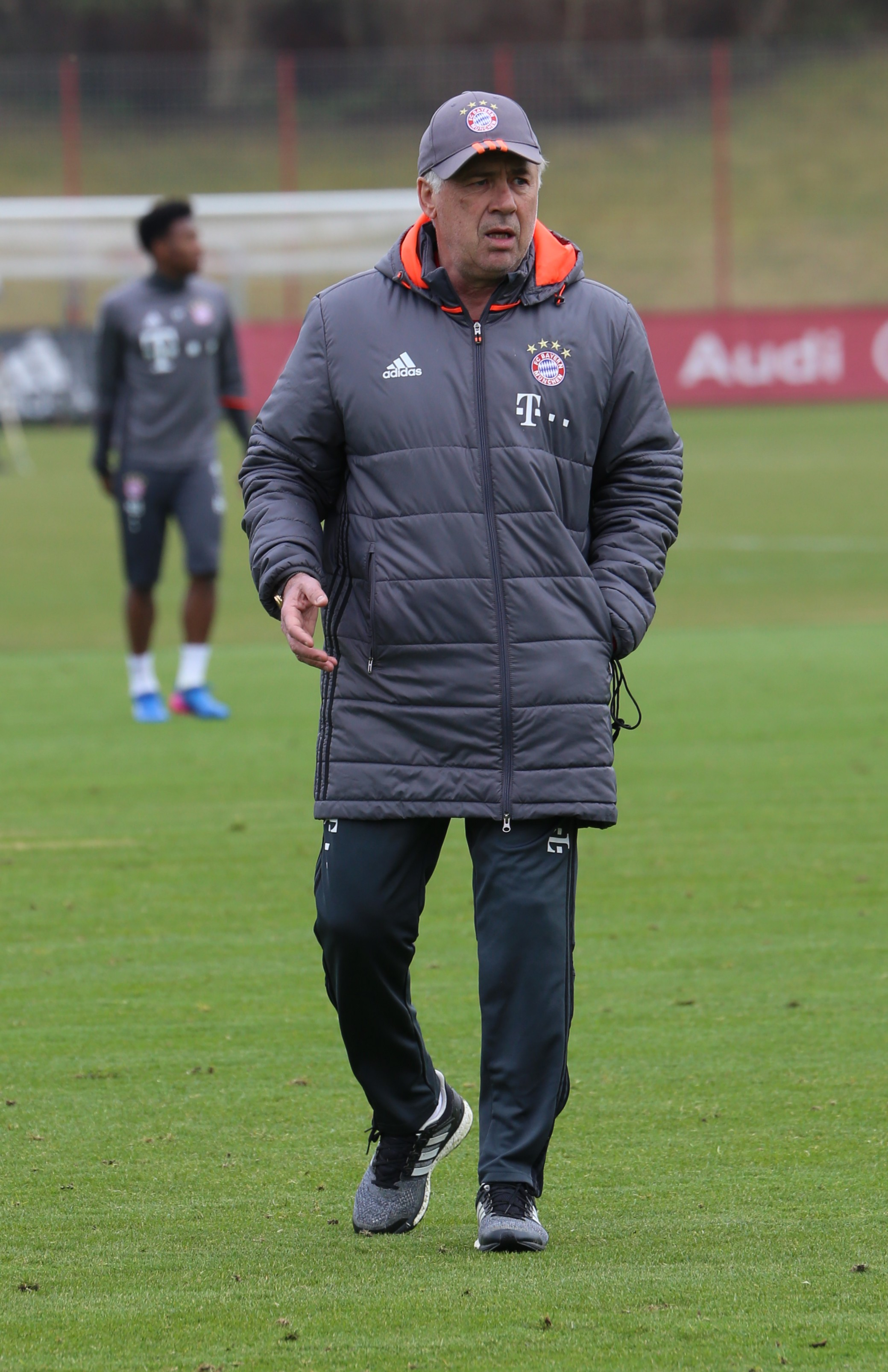
Карло Анчелотти руководит тренировкой «Баварии», март 2017 года

20 декабря 2015 года генеральный директор «Баварии» Карл-Хайнц Румменигге подтвердил, что Анчелотти заменит Пепа Гвардиолу на посту главного тренера в сезоне 2016/17, подписав с ним трёхлетний контракт. Его контракт начал действовать с 1 июля 2016 года. Его первая тренировка состоялась 11 июля 2016 года, а его первым матчем стала предсезонная победа над «Липпштадт 08». Его первым матчем на «Альянц Арене» стала предсезонная победа над «Манчестер Сити» (1:0) его предшественника Гвардиолы. «Бавария» приняла участие в Международном кубке чемпионов. В первом матче «Бавария» проиграла «Милану» в серии пенальти. Во втором матче «Бавария» победила миланский «Интер». В финальном матче мюнхенский клуб проиграл «Реалу». 14 августа 2016 года «Бавария» победила дортмундскую «Боруссию» (2:0) в Суперкубке Германии. Это был его первый трофей в качестве тренера «Баварии». 26 августа 2016 года в своём дебюте в Бундеслиге «Бавария» разгромила бременский «Вердер» (6:0). Помимо побед над дортмундской «Боруссией», «Карл Цейссом», и бременским «Вердером», они победили «Шальке 04», «Ростов», «Ингольштадт 04», берлинскую «Герту», и «Гамбург» и выиграли восемь первых матчей в качестве главного тренера, а затем проиграли «Атлетико Мадрид». Они продолжили свою беспроигрышную серию в матчах против «Кёльна» и «Айнтрахта» перед победой над ПСВ. После победы над нидерландским клубом у «Баварии» началась трёхматчевая безвыигрышная серия. «Бавария» сыграла вничью с «Хоффенхаймом», проиграла дортмундской «Боруссии» и «Ростову», а затем победила леверкузенский «Байер». 29 апреля итальянец привёл «Баварию» к пятому подряд титулу чемпиона Бундеслиги и 27-му титулу в целом после выездной победы над «Вольфсбургом» со счётом 6:0. Однако «Бавария» выбыла из Лиги чемпионов в спорном четвертьфинальном поединке против бывшей команды Анчелотти — мадридского «Реала». Они также проиграли дортмундской «Боруссии» (2:3) в полуфинале Кубка Германии.
5 августа 2017 года Анчелотти начал сезон 2017/18 с «Баварией», выиграв Суперкубок Германии года, победив дортмундскую «Боруссию» (5:4) по пенальти после ничьей 2:2 после 90 минут; это был шестой раз, когда «баварцам» удалось выиграть титул. Однако 28 сентября 2017 года Карло Анчелотти был уволен с поста главного тренера «Баварии» после поражения от «Пари Сен-Жермен» (0:3) во втором групповом матче Лиги чемпионов 2017/18. После матча с «Пари Сен-Жермен» появились сообщения о том, что Анчелотти потерял раздевалку. Сообщалось, что пять важнейших игроков хотели, чтобы итальянец покинул пост тренера, что позже подтвердил президент «Баварии» Ули Хёнесс. Также были подняты вопросы о тактической установке Анчелотти и выборе состава против парижского клуба, когда он оставил нескольких ключевых игроков на скамейке запасных, а одного оставил смотреть матч с трибуны.

### «Наполи»
23 мая 2018 года Карло Анчелотти был назначен тренером «Наполи», подписав трёхлетний контракт и сменив на этом посту Маурицио Сарри. 19 августа он вернулся в Серию А, выиграв свой первый матч в качестве главного тренера в гостях у «Лацио» (2:1). 10 декабря 2019 года итальянец был уволен, несмотря на домашнюю победу над «Генком» (4:0) в заключительном матче группового этапа Лиги чемпионов 2019/20, которая обеспечила «Наполи» выход в 1/8 финала. Решение было принято после встречи с президентом «Наполи» Аурелио Де Лаурентисом, которая состоялась после матча, первоначально запланированного на 11 декабря.

### «Эвертон»
21 декабря 2019 года Карло Анчелотти был назначен главным тренером «Эвертона» на четыре с половиной года. 26 декабря его первым матчем в качестве тренера стала домашняя победа над «Бернли» (1:0). 1 марта 2020 года Анчелотти был удалён после свистка на перерыв после разговора на поле с арбитром Крисом Каваном, который отменил возможный поздний победный гол в матче против «Манчестер Юнайтед» из-за офсайда, который был определён VAR. На следующий день ФА обвинила его в неподобающем поведении. В своём первом сезоне с «синими» итальянец одержал восемь побед, пять ничьих и шесть поражений в чемпионате, а «Эвертон» занял двенадцатое место.
Во время межсезонья Анчелотти подписал своих бывших игроков Хамеса Родригеса и Аллана, а также Бена Годфри, Абдулайе Дукуре, Нильса Нкунку и арендовал Робина Ульсена. «Эвертон» начал сезон 2020/21 с семи побед подряд во всех турнирах, а Анчелотти был назван лучшим тренером месяца в Премьер-лиге в сентябре. После спада формы возобновились хорошие результаты, и «Эвертон» закончил 2020 год на десятом месте, но выбыл из Кубка лиги, проиграв в четвертьфинале «Манчестер Юнайтед» со счётом 0:2. В феврале Анчелотти привёл «Эвертон» к победе над «Ливерпулем» (2:0) в мерсисайдском дерби, первой для «ирисок» во всех турнирах с 2010 года и первой на «Энфилде» с 1999 года. Результаты в оставшейся части сезона были неоднозначными, и «Эвертон» закончил сезон на 10-м месте.

### Возвращение в «Реал Мадрид»
1 июня 2021 года Карло Анчелотти покинул свой пост в «Эвертоне» и вернулся в мадридский «Реал», подписав контракт до 2024 года. Анчелотти заменил Зинедина Зидана, тренировавшего команду с 2019 по 2021 год и решившего покинуть свой пост. 19 сентября 2021 года итальянец достиг рубежа в 800 матчей в качестве главного тренера с клубами из 5 ведущих европейских лиг.
Сезон 2021/2022 в чемпионате для «Реала» начался с разгромной победы над «Алавесом» (1:4). Карим Бензема оформил дубль, по одному голу забили Винисиус Жуниор и Начо. Второй тур успехом не увенчался — команда Анчелотти добилась лишь ничьи с «Леванте» (3:3), при этом два раза проигрывая по ходу матча. В шестом туре Ла Лиги «Реал» разгромил «Мальорку» (6:1), а немногим ранее победил «Интер» со счётом 0:1 в первом туре Лиги чемпионов. Первое Эль-Класико в сезоне «Реал Мадрид» выиграл со счётом 1:2, это случилось 24 октября. 12 декабря «Реал» победил «Атлетико» со счётом 2:0, отличились Бензема и Асенсио. Тогда же, в декабре, «Реал» вышел в 1/8 финала Лиги чемпионов, заняв первое место в группе D. 9 марта «Мадрид» победил ПСЖ в ответной встрече 1/8 финала со счётом 3:1, Бензема оформил хет-трик во втором тайме. В четвертьфинале команде Карло Анчелотти встретился «Челси». Лондонский клуб уступил в первом матче и имел шансы отыграться в ответном, но «Реалу» всё же удалось пройти в полуфинал благодаря голу Карима Бензема на 96 минуте первого экстратайма. В первом полуфинальном матче против «Манчестера Сити» «Реал Мадрид» проиграл со счётом 4:3. Выйти «Реалу» в финал помог поздний дубль Родриго в ответной игре: «Реал» уже пропустил во втором тайме и нуждался в двух голах. Бензема поставил точку в матче, реализовав пенальти в экстратаймы. По итогам сезона команда Анчелотти стала победителем чемпионата Испании, а также Лиги чемпионов (в финале был минимально обыгран «Ливерпуль»). Карим Бензема получил первый и единственный Золотой мяч в карьере.
Сезон 2022/2023 сложился для мадридского «Реала» значительно хуже, нежели предыдущий. Команда Карло Анчелотти начала сезон с побед. Клуб взял трофеи Суперкубка УЕФА и Клубного чемпионата мира. 18 сентября «Реал» обыграл «Атлетико Мадрид» в принципиальном дерби в 6 туре Ла Лиги. 16 октября состоялось Эль-Класико, «Реал» победил «Барселону» со счётом 3:1. Первое поражение в Ла Лиге «Реал Мадрид» потерпел в 13 туре от «Райо Вальекано» (3:2). В дальнейшем поражения «Мадриду» нанесли «Вильярреал» и «Мальорка». Второй Эль-Класико команда итальянского тренера до победы не довела: клуб пропустил гол в добавленное время от Франка Кессье и проиграл матч. Чемпионство в Ла Лиге в итоге досталось «Барселоне», оторвавшейся от «Реала» на 10 очков. В Лиге чемпионов «Реал Мадрид» прошёл «Ливерпуль», выбив его со стадии 1/8 финала с суммарным счётом 6:2, а также «Челси», суммарно забив ему четыре безответных мяча. В полуфинале команде Анчелотти встретился «Манчестер Сити», не оставивший ей шанса: «Реал» был разгромлен в ответном матче со счётом 4:0 и выбит из турнира. В Кубке Испании «Мадрид» дошёл до финала, где обыграл «Осасуну».
29 декабря 2023 года Карло Анчелотти продлил контракт с «Реалом» до 30 июня 2026 года.
Сезон 2023/2024 стал первым сезоном для Джуда Беллингема в составе «Реала». Во многом за счёт его результативных действий «сливочные» побеждали в начале сезона. Осенью «Реал» стал лидером в Ла Лиге на фоне спада «Барселоны». Командой, боровшейся за первое место вплоть до конца сезона, являлась «Жирона». Под руководством Анчелотти «Реал Мадрид» выиграл оба матча против «Жироны» с суммарным счётом 7:0. 14 января 2024 года «Реал» выиграл Суперкубок Испании, разгромив «Барселону» в финале со счётом 4:1. В Лиге чемпионов «Реал» с минимальным счётом выбил «РБ Лейпциг» на стадии 1/8 финала, а в четвертьфинале вновь пересёкся с «Манчестером Сити». Первый матч закончился результативной ничьёй (3:3), ответная встреча была выиграна «Реалом» в напряжённой серии пенальти. Полуфинал с «Баварией» также закончился для «сливочных» победой: в первой игре «Реал Мадрид» сыграл вничью, а во второй совершил камбэк и вырвал победу в концовке благодаря быстрому дублю Хоселу. В финале была побеждена «Боруссия» (0:2), и Анчелотти вновь получил золотую медаль. В том же сезоне «Реал» стал победителем Ла Лиги. Единственным трофеем, упущенным «Реалом» в сезоне, стал Кубок Испании: команда Анчелотти вылетела в 1/8 финала от «Атлетико».
Летом 2024 года в команду пришёл французский нападающий Килиан Мбаппе. Переход статусного футболиста усложнил подбор тактики для Анчелотти, ведь левый фланг, на котором обычно играл Мбаппе, уже был занят Винисиусом Жуниором. «Реал» начал сезон 2024/2025 с ничейного матча с «Мальоркой» (1:1), в концовке которого прямую красную карточку получил крайний защитник «сливочных» Ферлан Менди. В 8 туре «Реал» сразился с «Атлетико Мадрид», матч завершился вничью (1:1). В 11 туре «Реал» был разгромлен «Барселоной» на своём стадионе со счётом 0:4, отрыв «Барселоны» в таблице достиг 6 очков. В Лиге чемпионов, впервые в истории проводимой по швейцарской системе, старт «Реала» также вышел неудачным. Во втором туре лигового этапа клуб под руководством Карло Анчелотти проиграл «Лиллю» (1:0), в четвёртом туре — проиграл «Милану» (1:3), а в пятом туре был побеждён «Ливерпулем» (2:0). В январе 2025 года «Реал Мадрид» потерпел разгромное поражение в финале Суперкубка Испании от «Барселоны» (2:5). В 20 туре Ла Лиги «Реал» добился разгромной победы в матче с «Лас-Пальмасом» (4:1) и тем самым обогнал «Барселону» на 7 очков и сместил «Атлетико» с 1 строчки в таблице. «Барселона» смогла вернуть себе лидерство в чемпионате уже к 24 туру.
20 января 2025 года в сети стали появляться сообщения о том, что Анчелотти готов покинуть «Реал» в конце сезона 2024/2025. Выйдя в стыковые матчи Лиги чемпионов, «Реал Мадрид» в четвёртый год подряд встретился с «Манчестером Сити» и выбил его с суммарным счётом 3:6 (2:3, 3:1). Во втором матче хет-трик в ворота соперника оформил Килиан Мбаппе. В 1/8 финала командой был выбит «Атлетико» (2:1, 1:0; «Реал» победил в серии пенальти). В 1/4 финала «Реал» проиграл оба матча лондонскому «Арсеналу» с общим счётом 1:5 (0:3, 1:2) и вылетел из турнира.
23 мая 2025 года «Реал» объявил об уходе Анчелотти из команды по окончании сезона.

### Сборная Бразилии
12 мая 2025 года назначен главным тренером сборной Бразилии. Он будет возглавлять селеса́о до чемпионата мира 2026 года.

## Тренерский стиль
В начале своей тренерской карьеры и во время работы в «Парме» Анчелотти предпочитал использовать строгую расстановку 4-4-2, которая использовала жёсткий прессинг, черпая влияние у своего тренера по «Милану» и сборной Италии Арриго Сакки, и которую он считал наиболее успешной для своей команды; однако эта система не позволяла более креативным форвардам, таким как Джанфранко Дзола, Христо Стоичков и Роберто Баджо, играть на своих предпочтительных позициях, что в конечном итоге привело к уходу Дзолы и Стоичкова из клуба, а переходу Баджо в «Парму» в 1997 году помешал Анчелотти. Позже Карло Анчелотти заявил, что сожалеет о своей неуступчивости, и когда он пришёл в «Ювентус», то отказался от своей излюбленной системы 4-4-2 в пользу 3-4-1-2, чтобы расположить Зинедина Зидана на предпочитаемой им роли нападающего. Помимо Сакки, Анчелотти также упоминал своего бывшего тренера «Ромы» Нильса Лидхольма и тренера своей молодёжи Бруно Мора в качестве основных факторов влияния.

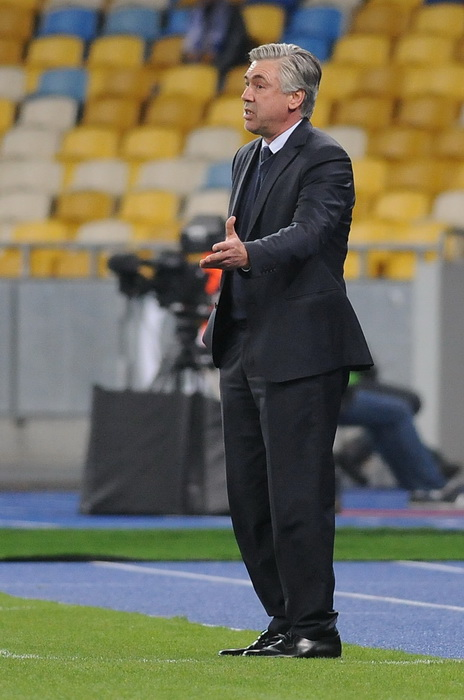
Анчелотти руководит своими игроками из технической зоны в ноябре 2012 года

Несмотря на свою первоначальную репутацию тактически негибкого тренера, в «Милане» Анчелотти позже получил похвалу за свою способность находить системы, которые лучше всего подходили его игрокам и позволяли сосуществовать нескольким талантливым и креативным игрокам; под руководством Анчелотти клуб пережил один из самых плодотворных периодов в своей истории. В «Милане» Карло Анчелотти обычно почти всегда использовалась сильная задняя линия из четырёх человек, основной нападающий и атакующий полузащитник. В первые сезоны его работы в клубе, хотя вначале он подвергался критике со стороны президента клуба Берлускони из-за его якобы оборонительной тактики, Анчелотти смог внедрить более творческий стиль игры, основанный на владении мячом, когда он, в частности, принял расстановку 4-3-1-2, 4-1-2-1-2 или 4-4-2. Сохраняя сильную оборонительную линию команды, Анчелотти перевёл атакующего полузащитника Андреа Пирло на позицию глубинного плеймейкера, что позволило ему играть на позиции оборонительного полузащитника перед задней линией и позади крайних плеймейкеров команды, Руи Кошты или Ривалдо, давая итальянцу больше времени на владение мячом, чтобы организовывать атаки команды из глубины или создавать голевые возможности для результативных нападающих команды с помощью точного длинного паса; два плеймейкера команды были поддержаны в обороне полузащитниками «бокс-ту-бокс» по обе стороны от них в ромбе полузащиты. Из-за конкуренции со стороны Алессандро Несты, Паоло Мальдини, Роке Жуниора, Дарио Шимича, а позже Япа Стама в защите, он также перевёл бывшего центрального защитника Алессандро Костакурту на позицию левого защитника, чередуя его с Кахой Каладзе или Джузеппе Панкаро, а из-за узкой полузащиты клуба атакующему правому защитнику Кафу была предоставлена возможность атаковать и обеспечивать ширину команды; из-за атакующих возможностей Кафу, Анчелотти иногда использовал расстановку 4-4-1-1 или 3-4-1-2, в которой Кафу использовался как прямой вингер, вместе с Сержиньо или Мареком Янкуловским слева. После ухода одного из основных нападающих клуба в начале сезона 2006/07 Андрея Шевченко, Анчелотти изменил состав «Милана», разработав систему 4-3-2-1, позже известную как «Рождественская ёлка». В составе «Милана» использовались Филиппо Индзаги или Альберто Джилардино в качестве одинокого нападающего, которого поддерживали два атакующих полузащитника, Кларенс Зеедорф и Кака, перед полузащитой из трёх человек, в которой снова был Андреа Пирло в качестве глубинного плеймейкера, поддерживаемого двумя трудолюбивыми защитными полузащитниками, такими как Дженнаро Гаттузо, Массимо Амброзини или Кристиан Брокки.
Перейдя в «Челси», в сезоне 2009/10 Анчелотти продолжил использовать ромбовидную расстановку 4-4-2, которую ранее использовал в «Милане», часто с Майклом Эссьеном или Джоном Оби Микелем в роли защитника, Михаэлем Баллаком или Фрэнком Лэмпардом в роли опорных полузащитников и Деку в роли креативного игрока, а защитники Эшли Коул и Жозе Бозингва продвигались вперёд и обеспечивали ширину узкой полузащиты. В конце сезона Кубок африканских наций оставил «Челси» без нападающих Саломона Калу и Дидье Дрогба (а также полузащитников Эссьена и Микеля), и играть по схеме 4-4-2 стало сложнее, поэтому Анчелотти перешёл на схему 4-3-2-1 «Рождественская ёлка», которую он использовал в «Милане», используя Джо Коула и Флорана Малуду для поддержки одинокого нападающего Николя Анелька. Он также использовал 4-2-3-1 и 4-3-3, чтобы быть менее предсказуемым и лучше использовать креативных игроков, таких как Лэмпард и Малуда.
В «Реал Мадриде» Анчелотти также заслужил похвалу за свою универсальность; он изменил расстановку команды 4-2-3-1, которая использовалась при Жозе Моуринью, на 4-4-2, а затем остановился на расстановке 4-3-3, в которой аргентинский бывший вингер Анхель Ди Мария был переведён на позицию левого центрального полузащитника, а Криштиану Роналду играл в своей любимой свободной роли на левом фланге. Ди Мария особенно преуспел в этой новой роли и сыграл ключевую роль в успехах клуба.
В дополнение к своему тактическому мастерству и адаптивности Анчелотти также заслужил похвалу за свою доброту, хорошее настроение и спокойный, уравновешенный подход в качестве тренера, а также за его способность мотивировать своих игроков и культивировать хорошие отношения с ними, а также способствовать созданию единой, победной командной атмосферы, хотя он также известен тем, что иногда выходит из себя. Во время первого сезона итальянца в «Баварии» испанский полузащитник Тьяго Алькантара похвалил Анчелотти за свободу, которую он дал игрокам для самовыражения, и за уверенность, которую он вселил в них; Анчелотти прокомментировал тактические изменения, которые он внедрил в мюнхенском клубе, заявив: «Главное изменение — мы прессингуем немного более прерывисто и стараемся играть более прямолинейно, более вертикально», также добавив, что «если вы организованы, даже обычный игрок может добиться успеха, потому что у него будут варианты, и он будет знать, где они находятся и как их найти. Но когда вы доходите до финальной трети, все меняется. Вот где вам нужны креативность и свобода, потому что без этого у вас будет только стерильное владение мячом. Особенно если защита соперника организована и внимательна».

## Достижения

### В качестве игрока
«Рома»
- Чемпион Италии: 1982/83
- Обладатель Кубка Италии (4): 1979/80, 1980/81, 1983/84, 1985/86

«Милан»
- Чемпион Италии (2): 1987/88, 1991/92
- Обладатель Суперкубка Италии: 1988
- Обладатель Кубка европейских чемпионов (2): 1988/89, 1989/90
- Обладатель Суперкубка УЕФА (2): 1989, 1990
- Обладатель Межконтинентального кубка (2): 1989, 1990

Сборная Италии
- Бронзовый призёр чемпионата Европы: 1988
- Бронзовый призёр чемпионата мира: 1990

### В качестве главного тренера
«Ювентус»
- Обладатель Кубка Интертото: 1999

«Милан»
- Чемпион Италии: 2003/04
- Обладатель Кубка Италии: 2002/03
- Обладатель Суперкубка Италии: 2004
- Победитель Лиги чемпионов УЕФА (2): 2002/03, 2006/07
- Обладатель Суперкубка УЕФА (2): 2003, 2007
- Победитель Клубного чемпионата мира: 2007

«Челси»
- Чемпион Англии: 2009/10
- Обладатель Кубка Англии: 2009/10
- Обладатель Суперкубка Англии: 2009

«Пари Сен-Жермен»
- Чемпион Франции: 2012/13

«Бавария»
- Чемпион Германии: 2016/17
- Обладатель Суперкубка Германии (2): 2016, 2017

«Реал Мадрид»
- Чемпион Испании (2): 2021/22, 2023/24
- Обладатель Кубка Испании (2): 2013/14, 2022/23
- Обладатель Суперкубка Испании (2): 2021/22, 2023/24
- Победитель Лиги чемпионов УЕФА (3): 2013/14, 2021/22, 2023/24
- Обладатель Суперкубка УЕФА (3): 2014, 2022, 2024
- Победитель Клубного чемпионата мира (2): 2014, 2022
- Обладатель Межконтинентального кубка: 2024

### Личные достижения
- Футбольный тренер года в Италии (2): 2001, 2004
- Обладатель премии «Золотая скамья» (2): 2002/03, 2003/04
- Футбольный тренер года во Франции: 2012/13
- Тренер года по версии УЕФА: 2002/03
- Тренер года по версии World Soccer: 2003
- Лучший тренер мира по версии IFFHS (3): 2007, 2014, 2022
- Тренер года по версии Onze d’Or (2): 2022, 2023
- Тренер месяца английской Премьер-лиги (5): ноябрь 2009, август 2010, март 2011, апрель 2011, сентябрь 2020
- Лучший тренер года по версии Globe Soccer (2): 2014, 2022
- Награда Энцо Беарзота: 2014
- Приз Мигеля Муньоса (2): 2014/15, 2021/22
- Лучший тренер в истории футбола по версии France Football — 8 место: 2019[234]
- Лучший тренер в истории футбола по версии FourFourTwo — 17 место: 2023[235]
- Лучший тренер сезона по версии France Football: 2024
- Обладатель премии FIFA The Best: 2024[236]
- Введён в Зал славы клуба «Рома»: 2014
- Введён в Зал славы итальянского футбола: 2015
- Введён в Зал славы клуба «Милан»
- Самый титулованный тренер в истории «Реала»: 15 титулов с клубом[237]

## Статистика

### Игровая статистика
| Выступление      | Выступление      | Выступление      | Чемпионат | Чемпионат | Кубки | Кубки | Еврокубки | Еврокубки | Итого | Итого |
| Клуб             | Лига             | Сезон            | Игры      | Голы      | Игры  | Голы  | Игры      | Голы      | Игры  | Голы  |
| ---------------- | ---------------- | ---------------- | --------- | --------- | ----- | ----- | --------- | --------- | ----- | ----- |
| Парма            | Серия С          | 1976/77          | 1         | 0         | 0     | 0     | 0         | 0         | 1     | 0     |
| Парма            | Серия С          | 1977/78          | 21        | 8         | 0     | 0     | 0         | 0         | 21    | 8     |
| Парма            | Серия С          | 1978/79          | 33        | 5         | 0     | 0     | 0         | 0         | 33    | 5     |
| Парма            | Итого            | Итого            | 55        | 13        | 0     | 0     | 0         | 0         | 55    | 13    |
| Рома             | Серия A          | 1979/80          | 27        | 3         | 9     | 0     | 0         | 0         | 36    | 3     |
| Рома             | Серия A          | 1980/81          | 29        | 2         | 6     | 2     | 2         | 1         | 37    | 5     |
| Рома             | Серия A          | 1981/82          | 5         | 0         | 0     | 0     | 3         | 1         | 8     | 1     |
| Рома             | Серия A          | 1982/83          | 23        | 2         | 3     | 0     | 6         | 0         | 32    | 2     |
| Рома             | Серия A          | 1983/84          | 9         | 0         | 5     | 0     | 4         | 0         | 18    | 0     |
| Рома             | Серия A          | 1984/85          | 22        | 3         | 2     | 0     | 3         | 0         | 27    | 3     |
| Рома             | Серия A          | 1985/86          | 29        | 0         | 4     | 0     | 0         | 0         | 33    | 0     |
| Рома             | Серия A          | 1986/87          | 27        | 2         | 7     | 0     | 2         | 0         | 36    | 2     |
| Рома             | Итого            | Итого            | 171       | 12        | 36    | 2     | 20        | 2         | 227   | 16    |
| Милан            | Серия A          | 1987/88          | 27        | 2         | 7     | 0     | 4         | 0         | 38    | 2     |
| Милан            | Серия A          | 1988/89          | 28        | 2         | 3     | 0     | 7         | 1         | 38    | 3     |
| Милан            | Серия A          | 1989/90          | 24        | 3         | 4     | 0     | 7         | 0         | 35    | 3     |
| Милан            | Серия A          | 1990/91          | 21        | 1         | 4     | 0     | 6         | 0         | 31    | 1     |
| Милан            | Серия A          | 1991/92          | 12        | 2         | 6     | 0     | 0         | 0         | 18    | 2     |
| Милан            | Итого            | Итого            | 112       | 10        | 24    | 0     | 24        | 1         | 160   | 11    |
| Всего за карьеру | Всего за карьеру | Всего за карьеру | 338       | 35        | 60    | 2     | 44        | 3         | 442   | 40    |

### Тренерская статистика
| Клуб                        | Начало работы               | Завершение работы           | Показатели | Показатели | Показатели | Показатели | Показатели | Показатели | Показатели | Показатели |
| Клуб                        | Начало работы               | Завершение работы           | М          | В          | Н          | П          | МЗ         | МП         | РМ         | %          |
| --------------------------- | --------------------------- | --------------------------- | ---------- | ---------- | ---------- | ---------- | ---------- | ---------- | ---------- | ---------- |
| Реджана                     | 1 июля 1995                 | 30 июня 1996                | 41         | 17         | 14         | 10         | 45         | 36         | +9         | 041,46     |
| Парма                       | 1 июля 1996                 | 30 июня 1998                | 87         | 42         | 27         | 18         | 124        | 85         | +39        | 048,28     |
| Ювентус                     | 9 февраля 1999              | 17 июня 2001                | 114        | 63         | 33         | 18         | 185        | 101        | +84        | 055,26     |
| Милан                       | 6 ноября 2001               | 31 мая 2009                 | 420        | 238        | 101        | 81         | 708        | 377        | +331       | 056,67     |
| Челси                       | 1 июля 2009                 | 22 мая 2011                 | 109        | 67         | 20         | 22         | 241        | 94         | +147       | 061,47     |
| Пари Сен-Жермен             | 30 декабря 2011             | 25 июня 2013                | 77         | 49         | 19         | 9          | 153        | 64         | +89        | 063,64     |
| Реал Мадрид                 | 25 июня 2013                | 25 мая 2015                 | 119        | 89         | 14         | 16         | 322        | 103        | +219       | 074,79     |
| Бавария                     | 1 июля 2016                 | 28 сентября 2017            | 60         | 42         | 9          | 9          | 156        | 50         | +106       | 070,00     |
| Наполи                      | 23 мая 2018                 | 10 декабря 2019             | 73         | 38         | 19         | 16         | 127        | 73         | +54        | 052,05     |
| Эвертон                     | 21 декабря 2019             | 1 июня 2021                 | 67         | 31         | 14         | 22         | 93         | 88         | +5         | 046,27     |
| Реал Мадрид                 | 1 июня 2021                 | 25 мая 2025                 | 234        | 162        | 35         | 37         | 516        | 241        | +275       | 069,23     |
| Бразилия                    | 25 мая 2025                 |                             | 2          | 1          | 1          | 0          | 1          | 0          | +1         | 050,00     |
| Итого за тренерскую карьеру | Итого за тренерскую карьеру | Итого за тренерскую карьеру | 1400       | 837        | 306        | 257        | 2670       | 1312       | +1358      | 059,79     |

## Личная жизнь
У Анчелотти двое детей: дочь Катиа и сын Давиде, который был его ассистентом тренера в «Эвертоне», а теперь также в «Реале». Давиде ранее также играл в молодёжной команде «Милана» и присоединился к «Боргоманеро» в июне 2008 года. В 2008 году Анчелотти подтвердил в интервью, что расстался со своей женой Луизой Джибеллини. Они прожили вместе 25 лет. Впоследствии он встречался с румынкой Мариной Крецу. В 2011 году стало известно, что он встречается с канадской бизнесвумен Марианн Баррена МакКлей. Анчелотти и Баррена МакКлей поженились в Ванкувере в июле 2014 года.
В мае 2009 года Анчелотти написал автобиографическую книгу, посвящённую его родителям, Джузеппе и Сесилье, а также другу и бывшему партнёру по команде, Стефано Боргоново, который был болен боковым амиотрофическим склерозом. Вся прибыль от продажи английского варианта книги пошла в фонд Боргоново. В 2017 году вышла ещё одна автобиографическая книга «Тихое лидерство», где Анчелотти рассказывает о футболе и своих взглядах на вопросы лидерства и управления коллективом.
В свой последний сезон в «Челси» Анчелотти был вынужден регулярно ездить в Италию, чтобы навещать своего 87-летнего отца, который страдал диабетом и другими проблемами. По этому поводу он сказал: «У меня нет проблем с управлением командой по этой причине. Это трудно, эмоционально, когда речь идёт о твоём отце… но такова жизнь. Я должен сделать всё возможное, чтобы оставаться рядом с ним, но такова жизнь». Его отец умер 29 сентября 2010 года в возрасте 87 лет.
31 января 2019 года Анчелотти стал дедушкой близнецов Лукаса и Леона, рождённых партнёршей его сына Давиде Аной Галоча. В феврале 2021 года дом Анчелотти в Кросби был ограблен, а сейф украден двумя преступниками в чёрной одежде и балаклавах. Позднее сейф был найден выброшенным на автостоянке в соседнем Торнтоне. Он был взломан и лишён содержимого.

### Инциденты
18 февраля 2017 года после матча Бундеслиги «Герта» — «Бавария», который закончился счётом 1:1, Карло показал болельщикам «Герты» средний палец. Сам тренер объяснил это тем, что фанаты столичного клуба плевали в него. Немецкий футбольный союз провёл расследование инцидента. В итоге был вынесен вердикт оштрафовать Анчелотти на 5 тысяч евро, хотя изначально предполагалось, что сумма может достичь 10 тысяч. Все средства пошли в благотворительный фонд имени Зеппа Хербергера.
9 июля 2025 года провинциальный суд Мадрида признал Анчелотти виновным в уклонении от налогов на доходы от имиджевых прав в 2014 году. Для сокрытия информации от министерства финансов были созданы юридические лица, зарегистрированные в Великобритании и на Британских Виргинских Островах. В июле 2013 года Анчелотти передал имиджевые права офшорной компании, на счёт которой поступали средства от «Реал Мадрида» и других лиц. Обвинение настаивало на лишении свободы сроком до 4 лет и 9 месяцев. Анчелотти был приговорён к штрафу в размере 386 361,93 евро и году тюрьмы. В связи с ненасильственным характером преступления и непродолжительностью срока лишения свободы Анчелотти не будет отбывать заключение.